# Tambuyukon
Der Tambuyukon (mal. Gunung Tambuyukon) ist Malaysias dritthöchster Berg. Er befindet sich im Bundesstaat Sabah, 18 Kilometer nordöstlich des Kinabalu. Der Tambuyukon ist Teil der Gebirgskette Crocker Range.

## Flora und Fauna
Die Region ist für ihre vielfältigen Arten bekannt, darunter eine Vielzahl an Kannenpflanzen.